# Gergithus nilgiriensis
Gergithus nilgiriensis är en insektsart som först beskrevs av William Lucas Distant 1906.  Gergithus nilgiriensis ingår i släktet Gergithus och familjen sköldstritar. Inga underarter finns listade i Catalogue of Life.